# Икэмура, Лэйко
Лэйко Икэмура (яп. イケムラ レイコ、 池村 玲子 Икэмура Рэйко, род. 22 августа 1951, Цу, префектура Миэ) — современная японская художница и скульптор.

## Биография
Лэйко Икэмура получила высшее образование в университете Осаки, где изучала испанскую литературу. В 1972 году уезжает в Испанию, чтобы продолжить учёбу в Саламанке и Гранаде. Параллельно занимается скульптурой в художественной мастерской. В 1973—1978 годах она изучает живопись в Севильской академии.
В начале 1980-х годов художница переезжает в Швейцарию; во время своего пребывания в Цюрихе впервые привлекает к себе внимание художественной критики. В это же время состоялась её первая выставка в Германии, организованная Боннским союзом художников. По приглашению властей города Нюрнберг Икэмура в 1983 году 9 месяцев работает здесь городской художницей. В 1983 состоялась её персональная выставка в Художественном музее Нюрнберга. В 1985 году она переезжает в Кёльн; участвует во многочисленных международных выставках вместе с такими художниками, как М. Киппенбергер, З. Польке, Р. Трокель и др. В 1999 году Лэйко Икэмуре была поручена разработка дизайна японского павильона на Международном биеннале в Мельбурне. С 1991 года Икэмура — профессор Берлинского университета искусств.
Согласно рейтингу ArtFacts.net Лэйко Икэмура является шестым по влиятельности японским художником (на 2015 год).

## Музеи, в которых выставлены работы Лэйко Икэмуры (выборка)
- Музей искусств, Базель
- Музей искусств, Берн
- Музей искусств Лихтенштейна, Вадуц
- Художественный музей Нюрнберга
- Музей диоцеза Кёльн (Колумба)
- Художественный музей Дюссельдорфа
- Музей современного искусства, Линц
- Национальный музей изобразительных искусств, Токио
- Национальный музей современного искусства, Осака